# Tatsunori Otsuka
Tatsunori Otsuka (jap. 大塚 達宣 Otsuka Tatsunori; ur. 5 listopada 2000 w mieście Hirakata) – japoński siatkarz, reprezentant Japonii, grający na pozycji przyjmującego.

## Sukcesy klubowe
Liga japońska:
- 2024[8]
- 2022[9], 2023[10]

Puchar Cesarza:
- 2023[11]

Klubowe Mistrzostwa Azji:
- 2025[12]

## Sukcesy reprezentacyjne
Mistrzostwa Azji Kadetów:
- 2017[13]

Mistrzostwa Świata Kadetów:
- 2017[14]

Mistrzostwa Azji U-23:
- 2019[15]

Mistrzostwa Azji:
- 2023[16]
- 2021[17]

Liga Narodów:
- 2024[18]
- 2023[19]